# Wang Ciyue
Wang Ciyue (王赐月S, Wáng CìyuèP; 14 novembre 1999) è una sincronetta cinese.

## Palmarès
- Giochi olimpici

Parigi 2024: oro nella gara a squadre.
- Mondiali

Budapest 2022: oro nella gara a squadre (programma tecnico e programma libero)
Fukuoka 2023: oro nella gara a squadre (programma libero) e nel libero combinato.
Doha 2024: oro nella gara a squadre acrobatico, nel programma tecnico e nel programma libero

### Coppa del Mondo
- 4 podi:
  - 2 vittorie (2 nella gara a squadre)
  - 1 secondo posto (1 nella gara a squadre)
  - 1 terzo posto (1 nella gara a squadre)

#### Coppa del mondo - vittorie
| Data          | Luogo       | Paese   | Disciplina   |
| ------------- | ----------- | ------- | ------------ |
| 5 maggio 2023 | Montpellier | Francia | Team tecnico |
| 6 aprile 2024 | Pechino     | Cina    | Team libero  |